# Nya Zeeland i olympiska vinterspelen 2010
Nya Zeeland deltog med 16 deltagare vid de olympiska vinterspelen 2010 i Vancouver. Ingen av landets deltagare erövrade någon medalj.